# Абдукаххар, Самиг
Самиг Абдукаххар (узб. Sami Abduqahhor, Сами Абдуқаҳҳор) (литературный псевдоним; настоящее имя — Сами Абдуганиевич Абдукахаров; 22 февраля 1922, Ташкент — 9 февраля 1990, там же) – советский и узбекский писатель, поэт, баснописец, сценарист, переводчик, журналист. Член Союза писателей СССР, член Союза кинематографистов СССР, Заслуженный работник культуры Узбекской ССР.
Один из основоположников жанра современной басни в узбекской литературе XX века. Внес значительный вклад в развитие советской и узбекской сатиры. Известен своими юмористическими рассказами, сатирическими стихами, баснями, фельетонами. Автор сценария нескольких эпизодов всесоюзного сатирического киножурнала «Фитиль» и телевизионного художественного фильма «Возраст тревог», снятого по заказу Центрального телевидения СССР. Постоянный автор сатирического журнала «Крокодил» в 1960-1980 годах. Один из создателей сатирического киножурнала Узбекистана «Наштар» .

## Биография
Самиг Абдукаххар родился в Ташкенте в 1922 году.
В 1936 году получил семилетнее среднее образование и поступил в партийно-газетную школу при ЦК КП Узбекистана в Ташкенте, которую закончил в 1938 году.
Творческую деятельность начал в 1937 году, опубликовав несколько сатирических рассказов и очерков на страницах республиканских газет и журналов. В 1938 году Самиг Абдукаххар начал работать в редакции республиканского сатирического журнала «Муштум»: сначала литсотрудником, впоследствии — заведующим отделом.
В 1939 году поступил на филологический факультет Самаркандского государственного университета им. А. Навои. Учебу в университете совмещал с работой заведующего отделом литературы в самаркандской областной газете «Ленин йўли» («Ленинский путь», сейчас «Самаркандский вестник»).
22 апреля 1942 года был призван в ряды Советской Армии и до мая 1946 года служил в пограничных войсках. Участник Великой Отечественной войны.
В послевоенные годы работал заведующим отделом в редакции газеты «Ленин учкуни» («Ленинская искра», Ташкент), корреспондентом Узбекского телеграфного агентства (УзТАГ) по Кашкадарьинской области, заведующим отделом в редакции областной газеты «Кашкадарё хакикати» («Кашкадарьинская правда», Карши).
С 1948 года — заведующий отделом в республиканской молодежной газете «Ёш ленинчи» («Молодой ленинец», Ташкент), в 1951-1954 гг. — старший редактор, затем заведующий отделом в Государственном издательстве Узбекской ССР (Госиздат УзССР). В 1954 году переведен снова в редакцию журнала «Муштум», а в 1956 году назначен ответственным секретарем Ферганского областного отделения Союза писателей Узбекской ССР (Фергана).
Вернувшись в Ташкент в 1958 году, работал старшим редактором на киностудии «Узбекфильм». В 1960-1966 гг. — заведующий отделом прозы в журнале «Шарк юлдузи» («Звезда Востока», Ташкент).
В 1966 году по инициативе Самига Абдукаххара и Анатолия Кабулова в Ташкенте, на киностудии «Узбекфильм», был создан республиканский сатирический киножурнал «Наштар». С момента создания киножурнала Самиг Абдукаххар был ответственным секретарем редакции — организовывал и контролировал подготовку киносюжетов, а также работал как сценарист и режиссёр-постановщик отдельных эпизодов.
Умер 9 февраля 1990 года, похоронен в Ташкенте на мемориальном Чигатайском кладбище.

## Творчество

### Писатель
Общий прижизненный тираж книг писателя составил более 1.1 млн. экземпляров. Всего за время жизни писателя было опубликовано 38 книг его авторства на узбекском и русском языках в Ташкенте, Москве и Душанбе
Первый сборник рассказов Самига Абдукаххара «Фронтовые рассказы» был выпущен в 1945 году в Сталинабаде (сейчас Душанбе, Таджикистан).
В издательстве «Правда», крупнейшем журнально-газетном издательстве СССР, вышли в свет 3 книги Самига Абдукаххара: «Ученый гусь и многие другие» (1964), «Как я защитился от критики...» (1972), «Мы где-то встречались: Фельетоны. Басни. Юморески» (1984).
На русском языке вышло 12 книг, в том числе сборники рассказов, стихотворений и басен «Басни» (1958), «Сильная рука» (1965), «На свет божий» (1972), «Берегите мужчин» (1983);  повесть «Тропа ведет к счастью» (1963; переиздание 1972),  детские стихи «Валиджан-шутник» (1977).
На узбекском языке было опубликовано 23 книги, в том числе сборники «Соседи» (Қўшнилар, 1963), «Маяки» (Чароғбонлар, 1964), «Гнев мой, гордость моя» (Қаҳрим вa фахрим, 1972), «Скалы и тени» (Қоялар ва соялар, 1975),  повесть «Начало жизни» (Ҳаётнинг бошланиши 1959), книги для детей «Валиджан-шутник» (1968) и «Ташкенбай из Африки» (1989).
Самиг Абдукаххар также был автором ряда пьес для детских театров («Приключение Самада: Пьеса для октябрятского театра», 1973). Его пьесы «Случай в лесу» и «Алиджан и Валиджан» шли на сцене Республиканского кукольного театра Узбекистана.
Стихи, рассказы и очерки Самига Абдукаххара публиковались в сборниках писателей СССР («Нестор из «Крокодила», «Дружный смех» и др.), в газетах и журналах СССР (газета «Правда», «Литературная газета», газета «Комсомольская Правда», газета «Советская культура», журнал «Дружба народов», журнал «Смена», сатирический журнал «Крокодил» и др.), звучали в эфире Всесоюзного радио. Произведения Самига Абдукаххара были переведены и публиковались на белорусском, латышском, литовском, туркменском, венгерском, английском языках.

### Сценарист

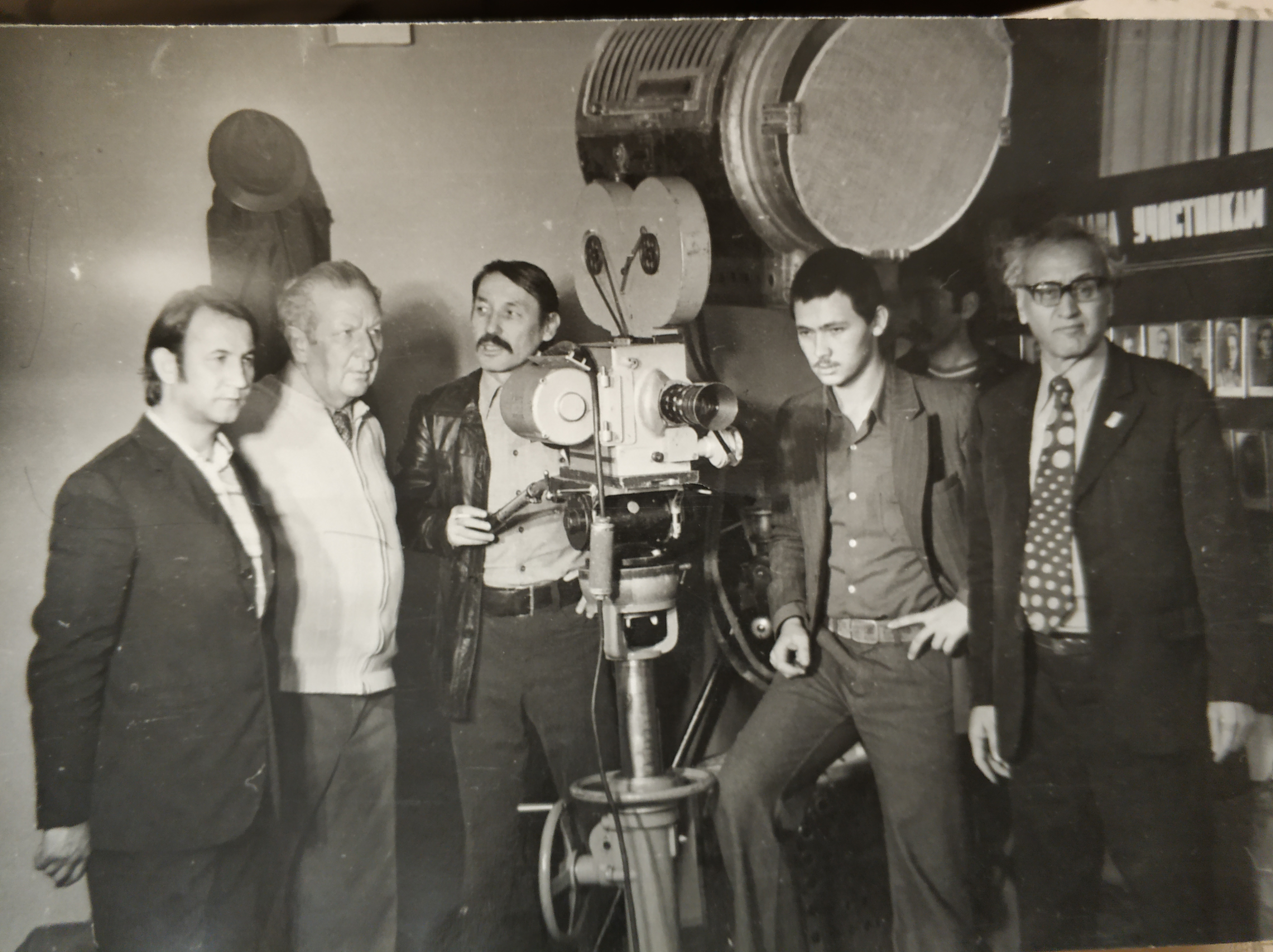
На съемках киножурнала «Наштар» № 82 (конец 1970-х). Слева направо: директор журнала М. Хидоятов, оператор Мирон Пенсон, режиссер Равиль Батыров, ассистент оператора Г. Джураев, ответственный секретарь киножурнала Самиг Абдукаххар

Самиг Абдукаххар — автор сценария нескольких эпизодов всесоюзного сатирического киножурнала «Фитиль» (выпуски №13 (1963) и №57 (1967)). 
В 1966 году  Самиг Абдукаххар и Анатолий Кабулов на киностудии «Узбекфильм» создали по образцу «Фитиля» республиканский сатирический киножурнал «Наштар» («Скальпель»). По аналогии с «Фитилем» каждый выпуск «Наштара» состоял из нескольких художественных или документальных киноновелл, и иногда мультфильмов. Основной своей задачей создатели киножурнала «Наштар» называли борьбу с помощью сатиры и юмора с социальными пороками, встречающимися в повседневной жизни. Самиг Абдукаххар был автором сценария более 50 игровых и документальных эпизодов киножурнала «Наштар», кроме того, был режиссером-постановщиком нескольких эпизодов.
В 1973 году на экраны Советского Союза вышел телевизионный художественный фильм «Возраст тревог», снятый по сценарию Самига Абдукаххара (в соавторстве с Дмитрием Булгаковым). Фильм был снят киностудией «Узбекфильм» по заказу Центрального телевидения СССР.

### Переводчик
Самиг Абдукаххар известен как мастер художественного перевода – он впервые перевел на узбекский язык ряд произведений русских и западных классиков, а также современных писателей. Среди переводов -  трагедия М.Ю. Лермонтова «Испанцы» (совместно с Аскадом Мухтаром), «Сорока-воровка» Герцена, «Повесть о Ходже Насреддине» Соловьева, «Повести и рассказы» А. Чехова, «Сказки» X. Г. Андерсена, комедия «Проделки Скапена» Мольера, роман финского сатирика Мартти Ларни «4-й позвонок», роман «Кавалер Золотой Звезды» Семена Бабаевского (совместно с А. Рахими), произведения И. Крылова, М. Горького, С. Маршака, Д. Бедного, С. Михалкова, С. Антонова, С. Олейника, Рабиндраната Тагора, Сабира Тахирзаде, повести И. Арефьева, П. Вежинова, В. Мильчакова, Г. Комаровского, Ю. Яновского и других писателей и поэтов. По свидетельству журналиста Бориса Пармузина, в экспозиции дома-музея Ганса Христиана Андерсена в Оденсе (Дания) была представлена книга произведений датского сказочника на узбекском языке в переводе Самига Абдукаххара.
На киностудии «Узбекфильм» Самиг Абдукаххар принимал участие в дублировании на узбекский язык более 45 художественных фильмов. Знаменитые советские фильмы  «Летят журавли», «Берегись автомобиля», «Три плюс два», «Кочубей», «Мачеха», «Заноза», «Часы остановились в полночь», «Неподдающиеся», «Маленький беглец» выходили на экраны в Узбекистане в переводе на узбекский язык Самига Абдукаххара.

## Оценки творчества
Советский писатель, автор гимнов СССР и России Сергей Михалков охарактеризовал Самига Абдукаххара как «бойца нелегкого жанра». «Нелегкую профессию выбрал для себя Самиг Абдукаххар. Писатель верен трудному жанру сатиры. Почему трудному? Да потому, что сатирику постоянно приходится «портить отношения» с той частью читателей, которая узнает себя в его произведениях. Старая узбекская пословица гласит: «Прежде чем место для дома выбрать, выбери соседа». Я бы выбрал Самига Абдукаххара своим соседом. Потому что оба мы проявляем в своем творчестве нетерпимость … ко всем, кто мешает честным людям жить и работать» - написал в предисловии к книге «Берегите мужчин» Михалков.
Самиг Абдукаххар считается одним из основоположников жанра современной басни в узбекской литературе XX века. Доктор филологических наук, профессор С.З. Мирзаев в своей монографии «Узбекская литература XX века» (2010) дал такую оценку его творчеству: «Именно в эти годы [1950-е] возродились народные жанры притчи, басни, остававшиеся без внимания после Хамзы и Эльбека. Отметим особо удачные опыты в этой жанровой системе Самига Абдукаххара, Ямина Курбана, Олима Кучкарбекова...Басня [Самига Абдукаххара] отличается метафоричностью поэтического стиля, метким образным языком. Сатирические и юмористические стихи [Самига Абдукаххара] расширили жанровую систему узбекской поэзии».
Издание Академии Наук СССР  "История узбекской советской литературы" (1967): "В этот период [послевоенный] в республиканских газетах и журналах появилось много басен. Среди них привлекают внимание басни Сами Абдукаххара, изданные отдельным сборником.[...] В баснях Сами Абдукаххара часто встречаются запоминающиеся афоризмы, оригинальные сравнения и каламбуры".

## Награды и звания
- Медаль «За трудовое отличие» (18 марта 1959) — за выдающиеся заслуги в развитии узбекского искусства и литературы и в связи с декадой узбекского искусства и литературы в городе Москве[34];
- Почетное звание «Заслуженный работник культуры Узбекской ССР» (1972).

## Память и признание
- В честь Самига Абдукаххара названа улица в городе Шерабад Сурхандарьинской области Узбекистана[35][36].
- Книги Самига Абдукаххара хранятся в Российской государственной библиотеке[37], библиотеке Конгресса США[38], Немецкой национальной библиотеке[39], Национальной библиотеке Австралии[40], Национальной Библиотеке Беларуси[41], Национальной библиотеке Узбекистана имени Алишера Навои[42], Национальной библиотеке Армении[43] и других библиотеках мира.
- В основной экспозиции Государственного музея литературы имени Алишера Навои в Ташкенте есть стенд, посвященный Самигу Абдукаххару.
- Выдержки из произведений Самига Абдукаххара используются в школьных учебниках по родному языку и литературе, применяемых в общеобразовательных школах Узбекистана[44][45].

## Интересные факты
- Последний роман писателя – «Бирюзовое небо» – был посвящен узбекским воинам, участвовавшим в итальянском движении Сопротивления во время Второй мировой войны[30]. Прототипом главного героя романа был Шариф Саматов, самаркандец, разведчик, участник партизанской борьбы в Югославии, Италии. Самиг Абдукаххар работал над этим романом несколько лет, начиная с конца 1970-х, выезжал несколько раз в Италию для работы в архивах, где собирал фактуру и документальные свидетельства. Роман никогда не был опубликован, т.к. единственный экземпляр рукописи был утерян в редакции в процессе подготовки романа к публикации. Отрывок из романа был напечатан в газете "Правда Востока" в 1992 году, уже после смерти писателя, к его 70-летию[46].

### Книги

#### На русском языке
- Басни. — Ташкент: Гослитиздат УзССР, 1958. — [перевод с узб.] — 10 000 экз.[47]
- Зеленый остров: Очерки. — Ташкент: Гослитиздат УзССР, 1963. — [перевод с узб.] — 10 000 экз.[48][49]
- Тропа ведет к счастью. Повесть — Ташкент: Гослитиздат УзССР, 1963. — [авторизованный перевод с узб. А. Бендера] — 15 000 экз.[49]
- Ученый гусь и многие другие. — Москва: Правда, 1964. — 250 000 экз.[18]
- Сильная рука. — Ташкент: Издательство Ташкент, 1965. — [перевод с узб.] — 15 000 экз.[41][50]
- Как я защитился от критики... — Москва: Правда, 1972. — 75 000 экз.[19]
- Тропа ведет к счастью. — Ташкент: Ёш гвардия, 1972. — [перевод с узб.] — 45 000 экз.[51]
- Вечный мир: Басни, фельетоны в стихах, юморески. — Ташкент: Издательство литературы и искусства имени Гафура Гуляма, 1972. — [перевод с узб.] — 15 000 экз.[52]
- На свет божий: Басни, фельетоны в стихах, юморески. — Ташкент: Издательство литературы и искусства имени Гафура Гуляма, 1972. — [перевод с узб.] — 10 000 экз.[53]
- Валиджан-шутник: Веселые рассказы в стиxax. — Ташкент: Ёш гвардия, 1977. — [перевод с узб.] — 60 000 экз.[54][55]
- Берегите мужчин: Басни, фельетоны в стихах, шутки, юмористические рассказы, сатирические киносценарии. — Ташкент: Издательство литературы и искусства имени Гафура Гуляма, 1983. — [перевод с узб.] — 45 000 экз.[56]
- Мы где-то встречались: Фельетоны. Басни. Юморески — Москва: Правда, 1984. — [перевод с узб.] — 75 000 экз.[20]

#### На узбекском языке
- Фронтовые рассказы (Фронт ҳангомалари). — Сталинабад: Госиздат ТаджССР, 1945. — [на узб.языке] — 3 000 экз.[17]
- Герои из Китаба: Очерк (Китоб қаҳрамони). — Объединенное издательство «Кзыл Узбекистан» и «Правда Востока», 1949. — [на узб.языке] — 10 000 экз.
- Сердце республики: Очерки и рассказы (Республика юраги). — Объединенное издательство «Кзыл Узбекистан» и «Правда Востока», 1950. — [на узб.языке] — 10 000 экз.[57]
- Галя Измайлова. Народная артистка Уз.ССР. Очерк. — Ташкент: Госиздат УзССР, 1953. — [на узб.языке] — 45 000 экз.
- Басни (Масаллар). — Ташкент: Госиздат УзССР, 1954. — [на узб.языке] — 10 000 экз.[58]
- Рассказы (Ҳикоялар). — Ташкент: Госиздат УзССР, 1956. — [на узб.языке] — 15 000 экз.[59]
- Рассказы [Самиг Абдукаххар, Джонрид Абдуллаханов]. Для детей среднего и старшего возраста (Ҳикоялар. Ўрта ва катта ёшдаги болалар учун). — Ташкент: Госиздат УзССР, 1956. — [на узб.языке] — 30 000 экз.
- Начало жизни. Повесть (Ҳаётнинг бошланиши).— Ташкент: Гослитиздат УзССР, 1960. — [на узб.языке] — 15 000 экз.[60]
- Когда идешь по золотой долине. Очерки о передовиках семилетки (Олтин водийларни кезганда). — Ташкент: Гослитиздат УзССР, 1961. — [на узб.языке] — 15 000 экз.[61]
- Правда глаза колет. Басни, пародии, юмор (Бетга айтганнинг заҳри йуқ). — Ташкент: Гослитиздат УзССР, 1961. — [на узб.языке] — 10 000 экз.[61]
- Не пересчитав, не говори восемь...Юмористические рассказы (Санамай саккиз дема).— Ташкент: Гослитиздат УзССР, 1962. — [на узб.языке] — 15 000 экз.[62]
- Соседи. Рассказы (Қўшнилар).— Ташкент: Гослитиздат УзССР, 1963. — [на узб.языке] — 15 000 экз.[49]
- Маяки: Очерки (Чароғбонлар).— Ташкент: Гослитиздат УзССР, 1964. — [на узб.языке] — 15 000 экз.[63]
- Горькое лекарство. Сатира и юмор (Аччиқ дори). — Ташкент: Издательство Ташкент, 1965. — [на узб.языке] — 10 000 экз.
- Валиджан-шутник. Рассказы в стихах. Для младшего возраста (Валижон ҳазилкаш). — Ташкент: Ёш гвардия, 1968. — [на узб.языке] — 60 000 экз.[64]
- Дом начинается с порога: Рассказы (Уй остонадан бошланади). — Ташкент: Издательство литературы и искусства имени Гафура Гуляма, 1970. — [на узб.языке] — 15 000 экз.[65]
- Полезный хрип. Сатирические рассказы [корректный перевод — Полезный храп] (Фойдали хуррак) — Ташкент: Изд-во ЦК КП Узбекистана, 1971. — [на узб.языке] — 50 000 экз.[66][67]
- Гнев мой, гордость моя. Стихи (Қаҳрим вa фахрим). — Ташкент: Издательство литературы и искусства имени Гафура Гуляма, 1972. — [на узб.языке] — 10 000 экз.[68]
- Карлики и великаны: Рассказы, киноповесть, юмор [корректный перевод — Скалы и тени] (Қоялар ва соялар). — Ташкент: Издательство литературы и искусства имени Гафура Гуляма, 1975. — [на узб.языке] — 60 000 экз.[69]
- Берегите мужчин: Сатир. стихи, басни и рассказы (Эркакларни асранг). — Ташкент: Изд-во ЦК КП Узбекистана, 1982. — [на узб.языке] — 33 500 экз.[70]
- Скалы и тени. Басни. Фельетоны в стихах. Юморески. Пародии. Сатирические рассказы (Қоялар ва соялар). — Ташкент: Издательство литературы и искусства имени Гафура Гуляма, 1983. — [на узб.языке] — 10 000 экз.[71]
- Мы где-то встречались: Рассказы и киноповесть (Ўзларидан сўрасак). — Ташкент: Ёш гвардия, 1983. — [на узб.языке] — 30 000 экз.
- Ташкенбай из Африки: Повесть и рассказы (Африкалик Тошкентбой). — Ташкент: Ёш гвардия, 1989. — [на узб.языке] — 30 000 экз.[72]

### В сборниках
- Писатель и Читатель. Характеристика. Ишак и собрание [перевод с узб.] // Соображения по поводу...: Узбек. сатира и юмор.(Б-ка "Крокодила" № 29/298) - Москва : Правда, 1961.
- Река и Ручей [перевод с узб. В. Липко] // Улыбки друзей: Юмор и сатира [Сборник. Сост., ред. и предисл. М. Семенова]. - Москва : Изд-во иностр. лит., 1962.
- Обыкновенная история. Невыгодная специальность. Сон в руку. и др. // Услуга за услугу. Сатира и юмор [Сборник. Илл.: Б. С. Жуков]. — Ташкент: Гослитиздат УзССР, 1962. — 15 000 экз.[73]
- Соседи. Что-то теперь будет?...Сюрприз. Мудрый ответ. Две встречи. и др. // И смех, и слезы. Сатира и юмор [Сборник. Илл.: Б. С. Жуков]. — Ташкент: "Ташкент", 1966. — 60 000 экз.[74]
- Мунилал: рассказ [перевод с узб. М.Мирзамухамедов] // Дятел. Рассказы. — Ташкент: Ёш гвардия, 1970. — 90 000 экз.
- Любимый спорт: стихотворение // антология «Нестор из «Крокодила». — Москва: Правда, 1972. — 100 000 экз.[75]
- Муха… в науке: стихи [перевод с узб. А.Наумов] // сборник «Мой узбекский брат «Муштум»:Сатир. рассказы, стихи, карикатуры». — Москва: Правда, 1973. — 75 000 экз.[76]
- Хобби Рустама: стихи [перевод с узб. Д.Полинин] // сборник «Дружный смех». — Москва : Искусство, Вып. 4 / Сост. Я. И. Островский. - 1978. — 66 000 экз.[77]
- Небесная загадка: стихи [перевод с узб. Н. Красильников] // сборник «Дружный смех». — Москва : Искусство, Вып. 5 / Сост. Я. И. Островский. - 1979. — 53 450 экз.[78]
- Горько, ох горько... // Белое золото: сборник рассказов узбекских писателей: Пер. с узб. / [Сост. С. М. Мадалиев]. — Москва : Советский писатель, 1984.— 30 000 экз.
- Ты мне веришь, Салимбай? [авторизованный перевод с узб. Бориса Привалова] // Тысяча и одна жизнь : Рассказы узб. писателей : [Пер. с узб. / Сост. Н. В. Владимирова, И. У. Гафуров]. - Ташкент : Изд-во лит. и искусства, 1988. — 60 000 экз.[79][80][81]

### Периодические издания
- газета «Литературная газета» № 44: Ты мне веришь, Салимбай? [авторизованный перевод с узб. Бориса Привалова] — Москва: Литературная газета, 31 октября 1979[82][83]
- газета «Правда» №17 (18064): После переезда конторы / Защита от критики [перевод с узб. В. Липко] — Москва: Правда, 17 января 1968[84]
- газета «Советская Культура» №36 (270): Страсть и равнодушие. Очерк — Москва: Советская Культура, 17 марта 1955[85]
- газета «Комсомольская Правда» №125 (7064): Где массовики, где самодеятельность?  — Москва: Комсомольская Правда, 28 мая 1948[86]
- журнал «Смена» №832: Невыгодная специальность [перевод с узб. Олега Сидельникова] — Москва: Смена,  Январь 1962[87][88]
- журнал «Крокодил» №34 — Москва: Правда,  Декабрь 1961[89]
- журнал «Крокодил» №02 — Москва: Правда,  Январь 1970[90]
- журнал «Крокодил» №32 — Москва: Правда,  Ноябрь 1970[91]
- журнал «Крокодил» №06 — Москва: Правда,  Февраль 1972[92]
- журнал «Крокодил» №15 — Москва: Правда,  Май 1972[93]
- журнал «Крокодил» №19 — Москва: Правда,  Июль 1975[94]
- журнал «Звезда Востока» №№7-10: Начало жизни. Повесть [перевод с узб. А. Бендер]  — Ташкент: Звезда Востока, июль-октябрь 1962[95]
- журнал «Звезда Востока» №4: Африканские рассказы [перевод с узб. Ю. Ковалев]  — Ташкент: Звезда Востока, апрель 1972[96]

### Грампластинки
- Самиг Абдукаххар. Басни. На узбекском языке. Читает автор  [Звукозапись]: Д 29449-50 - Ташкент: Ташк. студия грамзаписи, 1970[97]
- Только ты (Сенсан Энг Керагим) [Звукозапись] : узбекская народная песня / слова Самиг Абдукаххар // Рахимов, Камалиддин. Соловей [Звукозапись] : поет Камалиддин Рахимов / [сопровожд.] Анс. нар. инструментов под упр. М. Мухаммедова. - Москва : Мелодия, 1983 (Ташкент : Ташк. студия грамзаписи, 1982)[98].